# Notodiaptomus
Notodiaptomus é um género de crustáceo da família Diaptomidae.
Este género contém as seguintes espécies:
- Notodiaptomus dubius
- Notodiaptomus maracaibensis